# Тетрагидроортотеллурат натрия
Тетрагидроортотеллурат натрия — неорганическое соединение,
кислая соль натрия и теллуровой кислоты 
с формулой Na2H4TeO6,
бесцветные кристаллы,
плохо растворяется в воде.

## Получение
- Нейтрализация раствора теллуровой кислоты стехиометрическим количеством гидроксида натрия:

{\displaystyle {\mathsf {H_{6}TeO_{6}+2NaOH\ {\xrightarrow {100^{o}C}}\ Na_{2}H_{4}TeO_{6}\downarrow +2H_{2}O}}}

## Физические свойства
Тетрагидроортотеллурат натрия образует бесцветные кристаллы.
Плохо растворяется в воде.

## Химические свойства
- Разлагается при сильном нагревании:

{\displaystyle {\mathsf {Na_{2}H_{4}TeO_{6}\ {\xrightarrow {250^{o}C}}\ Na_{2}TeO_{4}+2H_{2}O}}}